# Désiré Bouchery
Désiré Jacques Romain Bouchery (Gent, 18 november 1888 - Mechelen, 6 november 1944) was een Belgisch journalist, redacteur en politicus voor de BWP.

## Levensloop
Hij was de zoon van bediende Alfons Bouchery en Maria Alida De Clerck en huwde met Hélène Hardyns. Hij doorliep zijn secundair onderwijs aan het Koninklijk Atheneum te Gent. Na het vroegtijdig overlijden van zijn vader moest hij door de financiële problemen in zijn gezin zijn studies aan de Rijksuniversiteit Gent stopzetten en ging hij aan de slag als bankbediende. Hij bleef echter contact houden met het socialistisch studentenmilieu van Gent, waar hij zijn echtgenote had leren kennen. Zijn echtgenote was de dochter van Ferdinand Hardyns, hoofdredacteur van het dagblad Vooruit. Hij was eveneens lid van de jongerenbeweging Reiner Leven.
Nadat hij Hendrik De Man had leren kennen werd hij ook lid van de Gentse Socialistische Jonge Wacht en werd hij in 1910 bestuurslid van de Vlaamse afdeling van de beweging. Hij werd bovendien politiek actief voor de BWP en werd in 1909 propagandist van de partij. Hetzelfde jaar stopte Bouchery als bankbediende om als journalist en vervolgens redacteur bij het dagblad Vooruit te gaan werken. Toen hij in 1913 benoemd werd tot secretaris van de Centrale voor Arbeidersopvoeding, verliet hij de journalistiek en verhuisde hij naar Brussel en later naar Mechelen. In 1921 eindigde zijn mandaat van secretaris, waarna hij actief werd als leraar bij de Vlaamse afdeling van de Arbeidershogeschool. In 1925 volgde hij er Piet Landsvreugt op als directeur, wat hij bleef tot in 1937.
In 1919 werd hij voor de BWP verkozen tot lid van de Kamer van volksvertegenwoordigers voor het arrondissement Mechelen en oefende dit mandaat uit tot aan zijn dood in 1944. Van 1925 tot 1936 was hij er secretaris en van 1939 tot 1944 ondervoorzitter.  Van 1921 tot aan zijn dood was hij eveneens gemeenteraadslid van Mechelen, waar hij van 1921 tot 1926 schepen van Onderwijs was. Van juni 1936 tot mei 1938 was hij bovendien minister van Posterijen, Telegrafie en Telefonie in de Regering-Van Zeeland II en de Regering-Janson. In deze functie erkende en voerde hij de culturele autonomie door bij het Nationaal Instituut voor de Radio-omroep.
Désiré Bouchery behoorde tot de Vlaamsgezinde factie binnen de BSP en in de Kamer hield hij zich vooral bezig met onderwijsproblemen en zaken op het vlak van arbeidsopvoeding en socialistisch volkshogeschoolwerk. In 1922 wees hij bij het wetsvoorstel van Frans Van Cauwelaert om de Rijksuniversiteit Gent te vernederlandsen op de democratische draagwijdte daarvan. In 1929 werd Bouchery benoemd tot lid van Vlaams-Waalse Taalcommissie van de BWP en in 1930 was hij een van de Vlaamse ondertekenaars van het Compromis des Belges. Op het Vlaams Socialistisch Congres van 1937 hield hij een lezing over het thema Radio en Culturele Autonomie.
Tijdens de Tweede Wereldoorlog zat hij in 1941 zes weken als politiek gevangene in het Fort van Breendonk. Na zijn vrijlating keerde hij zwaar ziek terug naar Mechelen, waar hij in november 1944 kort na de bevrijding overleed.
In Mechelen is er om hem te eren een straat naar hem genoemd, de Désiré Boucherystraat.